# SM Rookies
SM Rookies (кор. 에스엠루키즈, стилиризуется как SMROOKIES) — команда подготовки перед дебютом, созданная южнокорейским развлекательным агентством SM Entertainment в 2013 году. В него входят молодые стажёры, которые ещё не дебютировали в группе. Участники которые были представлены в этом проекте дебютировали в таких группах как: Red Velvet, NCT и Aespa, Riize, а так же Лами в качестве актрисы.
После неофициального прекращения проекта к концу 2018 года SM проект в 2022 году и представили трех стажеров.

## История

### 2013—2017: Формирование, и дебюты Red Velvet и NCT
Проект SM Rookies был официально объявлен в декабре 2013 года с представленнием участников: Сыльги, Джено и Тхэёна. 10 декабря были представлены Айрин, Джэхён и Лами. 17 декабря были представлены Марк, Хансоль и Джисон, а 24 декабря Джонни, Тэн и Юта.
14 марта 2014 года была представлена Вэнди
песней «Because I Love You» для саундтрека к дораме «Mimi». В апреле того же года SM запустил официальный сайт проекта. Донхёк был представлен 17 июля 2014 года. В июле этого же года была опубликована видео-хореография с Айрин и Сыльги на песню «Be Natural» S.E.S. Позднее в том же месяце агентство подтвердило что Джой, Айрин, Вэнди и Сыльги дебютируют в качестве участниц новой гёрл-группы Red Velvet. В августе было опубликовано видео, на котором Джонни, Тхэён и Хансоль танцуют под песню «Super Moon». Йери была представлена в третьем видео «Rookie Station» вместе с Тхэёном, Джэхёном, Марком, Донхёком, Джено и Ютой.
16 января 2015 был представлен Тоён, который стал новым ведущим на Music Champion с Джэхёном. В феврале в интернет просочился репортаж о съемках клипа Red Velvet со стажером Йери. В следующем месяце SM Entertainment официально представил Йери в качестве пятой участницы Red Velvet. После нескольких месяцев участия в различных мероприятиях SM Rookies, Джэмин был официально представлен в апреле 2015 года. 9 июля 2015 года были представлены Коын, Хина и Херин. 13 октября 2015 года был представлен Тхэиль, а 18 декабря Кхун.
В этом же году выходило шоу Mickey Mouse Club на корейской версии Disney, в нем приняли участия самые младшие участники SM Rookies.
5 января 2016 был представлен Вин-Вин. Основатель SM Entertainment Ли Суман объявил о планах создания новой мужской группы, которая дебютирует с разными подгруппами, базирующимися в разных странах мира. В апреле 2016 года, агентство подтвердило что Тхэён, Тоён, Тэн, Джэхён и Марк станут участниками NCT в первом юните NCT U. В июле агентство также подтвердило о дебюте второго юнита NCT 127, в который вошли Юта, Вин-Вин и Тонхёк (Хэчхан). В августе этого же года агентство подтвердило, что Марк, Джено, Джэмин, Хэчхан и Джисон войдут в третий юнит NCT Dream.
В сентябре 2016 были представлены две новые участницы SM Rookies, Иян и Нин-Нин. В декабре 2016 года агентство подтвердило что Джонни и Тоён станут участниками юнита NCT 127.
В апреле 2017 года были представлены Лукас и Чону. В конце июня Херин покинула SM Entertainment. В октябре агентство покинул Хансоль, став участником временной группы UNB от компании KBS и участником группы NewKidd от агентства J-FLO Entertainment.

### 2018—2020: Новые участники NCT, дебюты WayV и Aespa
В январе 2018 года к NCT присоединились Лукас и Чону. Они были замечены на Украине для съёмок к предстоящему возвращению NCT U.
30 января SM Entertainment подтвердил предстоящий дебют оставшихся членов SM Rookies Кхуна, Лукаса и Чону через видео NCT 2018 Yearbook #1. 18 апреля дебютировал проект NCT 2018 где объединились все 18 участников NCT.
17 июля 2018 года были представлены новые участники SM Rookies: Хендери, Сяоцзюнь, Иян. В сентябре 2018 года Иян покинула SM Entertainment. Она вернулась в Китай и присоединилась к шоу на выживание The Next Top Bang.
31 декабря 2018 года SM Entertainment объявили о дебюте китайского юнита NCT — WayV, в который вошли ранее представленные участники Хендери, Сяоцзюнь и Ян-Ян.
В феврале 2020 года Коын и Лами покинули SM Entertainment, а их профили с Naver были удалены. Хина покинула компанию в октябре.
26 октября SM объявили о создании новой женской группы Aespa (æspa), дебют которой состоялся 17 ноября. 29 октября SM Entertainment подтвердили, что Нин-Нин будет частью женской группы, и была повторно представлена в качестве третьей участницы группы.

### 2022–н.в: Новые участники, Дебюты Лами, Riize и NCT New Team
2 июля 2022 года SM Entertainment перезапустили SM Rookies, представив стажеров Ынсока, Сёхэя и Сынхана.
9 декабря SM Entertainment подтвердили, что Лами дебютирует в качестве актрисы, что делает ее последней участницей оригинального состава, представленного еще в 2013 году для официального дебюта. Она официально дебютировала в телесериале ENA Oh! Youngsim 15 мая.
В 2023 году Хина официально подписала контракт с японским модельным агентством Trapeziste, поэтому предполагается, что она покинула проект.
24 мая SM объявили, что Ынсок и Сынхан не дебютируют в новом юнит NCT, а вместо этого дебютируют в качестве участников будущей мужской группы компании. Сëхэй не был включен в состав группы по личным причинам, связанным со здоровьем, и компания планирует поддерживать его индивидуальную деятельность в будущем.
31 мая Ынсок и Сынхан объявили, что они официально покинули команду, посредством рукописных писем, размещенных на сайте SM Rookies Instagram. 
31 июля SM подтвердили название своей новой мужской группы Riize, в которую входят бывшие участники SM Ынсок и Сынхан.
28 июня SM Entertainment выпустили тизерное видео, в котором представили двух новых стажеров Юси и Сиона..
Позже было подтверждено, что они дебютируют с новым юнитом NCT из шести человек и появятся в реалити-шоу NCT Universe: LASTART, посвященном отбору оставшихся четырех участников из десяти стажеров. 27 сентября Юси и Сион объявили о своем уходе из команды в письмах, написанных от руки, размещенных в Instagram SM Rookies.

## Участники
| Имя                                | Страна | Дата представления |
| ---------------------------------- | ------ | ------------------ |
| Сëхэй (кор. 쇼헤이, яп. 松島 正平) | Япония | 2 июля 2022 года   |

## Дебютировавшие и бывшие участники

### Дебютировавшие участники
| Сценическое имя   | Гражданство          | Дата представления    | Дата дебюта          | Группа     |
| ----------------- | -------------------- | --------------------- | -------------------- | ---------- |
| Айрин (아이린)    | Республика Корея     | 10 декабря 2013       | 1 августа 2014 года  | Red Velvet |
| Сыльги (슬기)     | Республика Корея     | 3 декабря 2013 года   | 1 августа 2014 года  | Red Velvet |
| Вэнди (웬디)      | Канада               | 19 апреля 2014 года   | 1 августа 2014 года  | Red Velvet |
| Йери (예리)       | Республика Корея     | 11 марта 2015 года    | 19 марта 2015 года   | Red Velvet |
| Тэиль (태일)      | Республика Корея     | 13 октября 2015 года  | 9 апреля 2016 года   | NCT        |
| Тэён (태용)       | Республика Корея     | 3 декабря 2013 года   | 9 апреля 2016 года   | NCT        |
| Доён (도영)       | Республика Корея     | 16 января 2015 года   | 9 апреля 2016 года   | NCT        |
| Тэн (텐)          | Таиланд              | 24 декабря 2013 года  | 9 апреля 2016 года   | NCT        |
| Джэхён (재현)     | Республика Корея     | 10 декабря 2013 года  | 9 апреля 2016 года   | NCT        |
| Марк (마크)       | Канада               | 17 декабря 2013 года  | 9 апреля 2016 года   | NCT        |
| Юта (유타)        | Япония               | 24 декабря 2013 года  | 7 июля 2016 года     | NCT        |
| Вин-Вин (윈윈)    | Китай                | 5 января 2016 года    | 7 июля 2016 года     | NCT        |
| Хэчан (해찬)      | Республика Корея     | 17 июля 2014 года     | 7 июля 2016 года     | NCT        |
| Джено (제노)      | Республика Корея     | 3 декабря 2013 года   | 25 августа 2016 года | NCT        |
| Джэмин (재민)     | Республика Корея     | 22 апреля 2015 года   | 25 августа 2016 года | NCT        |
| Джисон (지성)     | Республика Корея     | 17 декабря 2013 года  | 25 августа 2016 года | NCT        |
| Джонни (쟈니)     | США                  | 24 декабря 2013 года  | 5 января 2017 года   | NCT        |
| Кун (쿤)          | Китай                | 18 Декабря 2015 года  | 14 марта 2018 года   | NCT        |
| Чону (정우)       | Республика Корея     | 17 апреля 2017 года   | 22 февраля 2018 года | NCT        |
| Лукас (루카스)    | Гонконг              | 6 апреля 2017 года    | 22 февраля 2018 года | NCT        |
| Сяоцзюнь (샤오쥔) | Китай                | 17 июля 2018 года     | 17 января 2019 года  | WayV (NCT) |
| Хэндэри (헨드리)  | Макао                | 17 июля 2018 года     | 17 января 2019 года  | WayV (NCT) |
| Ян-Ян (양양)      | Китайская Республика | 17 июля 2018 года     | 17 января 2019 года  | WayV (NCT) |
| Ниннин (닝닝)     | Китай                | 19 сентября 2016 года | 17 ноября 2020 года  | Aespa      |
| Лами (라미)       | Республика Корея     | 9 декабря 2013 года   | 15 мая 2023 года     | Актриса    |
| Ынсок (은석)      | Республика Корея     | 1 июля 2022 года      | 4 сентября 2023 года | Riize      |
| Сынхан (승한)     | Республика Корея     | 1 июля 2022 года      | 4 сентября 2023 года | Riize      |
| Юши (유우시)      | Республика Корея     | 28 июня 2023 года     | 21 февраля 2024      | NCT        |
| Сион (시온)       | Япония               | 28 июня 2023 года     | 21 февраля 2024      | NCT        |

### Покинувшие участники
| Имя            | Дата представления    |
| -------------- | --------------------- |
| Хэрин (혜린)   | 8 июля 2015 года      |
| Хина (히나)    | 8 июля 2015 года      |
| Коын (고은)    | 8 июля 2015 года      |
| Хансоль (한솔) | 16 декабря 2013 года  |
| Иян (이양)     | 19 сентября 2016 года |

## Фильмография
| Год  | Название                | Телеканал                      | Участник(ки)                                                                   |
| ---- | ----------------------- | ------------------------------ | ------------------------------------------------------------------------------ |
| 2014 | Exo 90:2014             | Mnet                           | Хансоль, Джонни, Тхэён, Юта, Тен, Джэхён, Марк, Хечан, Джено, Джэмин, Джисон   |
| 2015 | S how Champion          | MBC Music                      | Доён и Джэхён                                                                  |
| 2015 | Non-Summit              | JTBC                           | Юта                                                                            |
| 2015 | The Mickey Mouse        | Disney Channel Korea           | Херин, Коын, Марк, Джено, Хечан, Джэмин, Джисон, Лами Тоён и Джэхён (гости)    |
| 2016 | NCT Life                | Naver TV                       | Хансоль (Сезон 1), Кхун, Вин-Вин (Сезон 2)                                     |
| 2016 | My SMT                  | Youku                          | Джонни (Обычный MC эпизод 5) Иян, Коын, Хина, Нин-Нин (Who’s The Best? corner) |
| 2018 | [SMROOKIES] 'Re-born    | SMTOWN                         | Хэндэри, Сяо Цзюнь, Ян Ян                                                      |
| 2022 | Welcome to NCT Universe |                                | Ынсок, Сëхэй, Сынхан                                                           |
| 2023 | NCT Universe: LASTART   | ENA, TVING, KOCOWA+, Hulu, NTV | Сион, Юши                                                                      |

## Участие в концертах
Имена, выделенные курсивом, указывают на участников которые покинули SM Rookies
- SM Town Week (2013)
  - Теиль, Хансоль, Джонни, Юта, Тхен, Джэхён, Джено, Хечан, Джисон, Ёнджу.
- SM Town Live World Tour IV (2014—2015)
  - Хансоль, Джонни, Тхэён, Юта, Тоён, Тхен, Джэхён, Йери, Коын, Марк, Джено, Хечан, Хина, Джэмини, Джисон, Херин, Винни, Джесси.
- SM Rookies Show (2015—2016)
  - Тхэиль, Джонни, Хансоль, Тхэён, Юта, Тоён, Тхен, Джэхён, Марк, Джено, Хечан, Джэмин, Джисон.

## Дискография

### Официальные релизы
| Название                      | Записан               | Год  | Альбом                        |
| ----------------------------- | --------------------- | ---- | ----------------------------- |
| Because I Love You            | Вэнди                 | 2014 | Mimi OST                      |
| Butterfly                     | Генри Лау feat Сыльги | 2014 | Fantastic                     |
| Be Natural                    | Red Velvet feat Тхэён | 2014 | —                             |
| Because of You                | Тхэиль                | 2015 | The Merchant: Gaekju 2015 OST |
| Without You (Chinese version) | NCT вместе с Кхуном   | 2016 | NCT 2018 Empathy              |
| Switch                        | NCT 127 feat SR15B    | 2016 | NCT 127                       |

### Записанные песни
Имена, выделенные курсивом, указывают на участников которые покинули SM Rookies
| Песня                                 | Участник(ки) | Год       | Вместе с | Примечания |
| ------------------------------------- | --- | --------- | --- | --- |
| Be Natural                            | Айрин, Сыльги Вэнди | 2014      | Джой | Оригинал исполняют S.E.S, позже выпущена в качестве сингла и ремейка Red Velvet.                                                                                        |
| Open the Door                         | Тхэён | 2014      | | |
| «Bora-bit Hyanggi (Violet Fragrance)» | Йери,Коын, Хина, Херин, Джесси, Винни-(SM Town version) Коын, Хина, Херин, Лами -(Mickey Mouse Club version)                                                                 | 2014 2015 | Оригинал исполняет Кан Сьюзи, перфоманс на концертах SM Town Live World Tour IV (2014-15) и на теле-шоу Mickey Mouse Club (2015). | |
| «No No No No No»                      | Йери, Коын, Хина, Херин, Джесси, Винни-(SM Town version) Коын, Хина — (Mickey Mouse Club ver.)                                                                               | 2014 2015 | SM Town Live World Tour IV (2014-15) и Mickey Mouse Club (2015).                                                                  | |
| «Hope»                                | Тоён, Джэхён, Джонни | 2014      | Чхен (EXO) | Оригинал исполняют H.O.T., кавер для программы Exo 90:2014 (2014), SM Town инструментальная версия.                                                                     |
| «I’m Your Girl»                       | Йери, Коын, Хина, Джесси, Винни, Херин, Марк, Хэчхан | 2014      | | Оригинал исполняют S.E.S., кавер для программы Exo 90:2014 (2014) |
| «Majimak Seungbu (The Last Game)»     | Тхэиль | 2014      | Оригинал исполняет Ким Мин Кё, кавер для программы Exo 90:2014 (2014)                                                             | |
| «Yeoreum An-eseo (In Summer)»         | Коын | 2014      | Сыльги (Red Velvet) | Оригинал исполняют Deux, кавер для прогрвммы Exo 90:2014 (2014) |
| «Under the Sea»                       | Тоён, Джэхён, Юта, Тэн, Марк, Хэчхан, Джэмин, Джэно, Джисон (версия SM Rookies Show) Коын, Хина, Лами, Херин, Марк, Хэчхан, Джэмин, Джэно, Джисон (Mickey Mouse Club версия) | 2015 2016 | | Оригинальная корейская версия исполняется The Grace, Super Junior, и Чжан Ли Инь; исполнения на концертах SM Rookies Show (2015-16) и теле-шоу Mickey Mouse Club (2015) |
| «Shining Star»                        | Коын, Хина, Нин-Нин | 2017      | Песня для программы Shining Star (2017)                                                                                           | |
| «Dream Dream Dream»                   | Коын, Хина (корейская версия), Иян (китайская версия), Нин-Нин | 2017      | Песня для программы Shining Star (2017)                                                                                           | |
| «Checkmate»                           | Коын, Хина (корейская версия), Иян (китайская версия), Нин-Нин | 2017      | Оригинал песни исполняют Girls' Generation-TTS, кавер для программы Shining Star (2017)                                           | |
| «Into the New World»                  | Коын, Хина (корейская версия), Иян (китайская версия), Нин-Нин | 2017      | Оригинал песни исполняют Girls' Generation, кавер для программы Shining Star (2017)                                               | |
| «Ice Cream»                           | Коын, Хина (корейская версия), Иян (китайская версия), Нин-Нин | 2017      | Оригинал f(x), кавер для программы Shining Star (2017)                                                                            | |
| «Run & Run»                           | Коын, Хина (корейская версия), Иян (китайская версия), Нин-Нин | 2017      | Песня для программы Shining Star (2017)                                                                                           | |
| «Someday»                             | Коын, Хина (корейская версия), Иян (китайская версия), Нин-Нин | 2018      | Песня для программы Shining Star (2018)                                                                                           | |

## Комментарии
1. ↑  Prior to Taeil’s introduction as an SM Rookies member, he previously performed alongside his now-NCT co-members during the SM Town Week in December 2013.
2. ↑  Haechan was introduced as Donghyuck, but later went on with his current stage name upon his debut with NCT 127 in July 2016.
3. ↑  Despite being featured as a vocalist in the Chinese version of NCT U’s «Without You» (2016), Kun did not make his official debut until the release of NCT’s debut album, «NCT 2018 Empathy» in 2018.
4. ↑  SM Entertainment заявили, что WayV является независимым юнитом NCT, базирующимся в Китае, поэтому юнит, в частности участники Сяоцзюнь, Хендери и Ян-Ян, присоединятся к NCT в его будущей деятельности.